# واهاگن مکرتچیان
واهاگن مکرتچیان (ارمنی: Վահագն Արշակի Մկրտչյան؛ زاده ۲۶ نوامبر ۱۹۲۵) تاریخ‌نگار ادبی، استاد اهل ارمنستان است. وی بین سال‌های - تا - میلادی فعالیت می‌کرد.

## زندگی‌نامه
وی در ۲۶ نوامبر ۱۹۲۵ ‏در ساردارآباد در به دنیا آمد و از دانشکده لغت‌شناسی دانشگاه دولتی ایروان (۱۹۴۹) فارغ‌التحصیل گشت. وی از سال ۱۹۵۸ عضو اتحادیه نویسندگان اتحاد شوروی بود. وی همچنین برنده جوایزی همچون چهره هنری شایسته ارمنستان شوروی (۱۹۸۵) شد. وی در ایالات متحده آمریکا سکونت داشت.

## یادداشت
1. ↑  բանասիրական գիտությունների դոկտոր
2. ↑  Հայպետհրատ